# Burton Maxwell Hill
Pour les articles homonymes, voir Hill.
Burton Maxwell Hill (1883 - 1963) est un ingénieur et un homme politique canadien du Nouveau-Brunswick.

## Biographie
Burton Maxwell Hill naît le 21 juin 1883 à Saint-Stephen, au Nouveau-Brunswick.
Il est nommé ministre des travaux publics en 1925. Il devient ensuite député fédéral libéral de la circonscription de Charlotte à la Chambre des communes le 14 octobre 1935 et est réélu en 1940.
Il est mort le 7 janvier 1963.